# Aeroportul Lamidanda
Aeroportul Lamidanda (IATA: LDN, ICAO: VNLD) este un aeroport din Eastern Development Region⁠(d), Nepal ce deservește zona Lamidanda⁠(d). A fost numit după zona deservită.
Situat la o altitudine de 1.250 m, aeroportul dispune de o singură pistă.